# Rhetus castigatus
Rhetus castigatus är en fjärilsart som beskrevs av Hans Ferdinand Emil Julius Stichel 1909. Rhetus castigatus ingår i släktet Rhetus och familjen Riodinidae. Inga underarter finns listade.